# (9487) Kupe
(9487) Kupe (7633 P-L) – planetoida z pasa głównego asteroid okrążająca Słońce w ciągu 4,79 lat w średniej odległości 2,84 j.a. Odkryta 17 października 1960 roku.